# Іващенко Валерій Володимирович
Вале́рій Володи́мирович Іва́щенко (нар. 30 липня 1956, Запоріжжя) — заступник Міністра оборони України у 2007—2009 роках, виконувач обов'язків Міністра оборони з 2009 по 2010 рік. Полковник у відставці.

## Біографія
Валерій Іващенко народився 30 липня 1956 року в місті Запоріжжі. У 1978 році закінчив Військову інженерну академію ім. А. Ф. Можайського. Офіцерську службу розпочав на космодромі «Байконур».
З 1978 до 1993 року військову службу проходив на інженерних та командних посадах на космодромах «Байконур» та «Плесецьк». У 1993 році закінчив Військову академію ім. Ф. Е. Дзержинського. У 1993—1995 роках службу проходив на посадах у штабі Озброєння Міністерства оборони України.
З 1995 по 1996 рік — начальник групи Центру адміністративного управління Стратегічними ядерними силами Міністерства оборони України. З 1996 по 2000 рік працював в Управлінні з питань оборонно-мобілізаційної роботи та правоохоронних органів Кабінету Міністрів України.
У 2000—2001 роках — державний експерт Управління зовнішньополітичних аспектів національної безпеки Апарату Ради національної безпеки і оборони України.
З 2001 по 2003 рік обіймав посаду завідувача відділу Державної комісії з питань оборонно-промислового комплексу України.
З 2003 по 2005 рік — начальник Управління з питань оборонно-промислової політики Секретаріату Кабінету Міністрів України. У 2005 році — заступник начальника Управління промислової політики Секретаріату Кабінету Міністрів України.
У 2005—2007 роках — заступник керівника Головної служби безпекової та оборонної політики — керівник департаменту оборонного будівництва Секретаріату Президента України.
З жовтня 2007 року по червень 2009 року обіймав посаду заступника Міністра оборони України. Після відставки Єханурова розпорядженням Кабінету міністрів України № 604-р від 5 червня 2009 року призначений на посаду першого заступника Міністра оборони України, до березня 2010 року виконував обов'язки Міністра оборони України.
З 2013 року до 2019 року проживав у Копенгагені. Працював у Данській Королівській Академії оборони.
У листопаді 2019 року відмовився від статусу політичного біженця в Данії та повернувся в Україну.
Перший заступник Міністра з питань стратегічних галузей промисловості (серпень 2020 року — вересень 2021 року).
Одружений. Має сина та доньку.

## Кримінальна справа
21 серпня 2010 року Валерій Іващенко був затриманий Військовою прокуратурою. Його звинуватили в незаконному ухваленні рішення про реалізацію майна Феодосійського судномеханічного заводу. 24 серпня він був заарештований.
У червні 2011 року Валерій Іващенко оголосив безстрокове голодування на знак протесту проти упередженості колегії суддів, але незабаром припинив голодування через стан здоров'я. Адвокати Іващенка подали скаргу до Європейського суду з прав людини у зв'язку з допущеними порушеннями в ході досудового та судового слідства. В інтерв'ю «Коммерсанту» Іващенко заявив, що не мав відношення до відчуження і реалізації майна ФСЗ.
12 квітня 2012 року Валерій Іващенко був засуджений до 5 років позбавлення волі. Іващенко заявив, що його справу сфабрикував колишній заступник генпрокурора Віталій Щоткін. Вирок був розкритикований Данським Гельсінським комітетом з прав людини, США та Євросоюзом.
14 серпня 2012 року апеляційний суд змінив Іващенку термін покарання на умовний і звільнив з-під варти в залі суду.
У січні 2013 року отримав політичний притулок у Данії. Проживав у Копенгагені.
4 квітня 2014 року суд першої інстанції, у тому ж складі, що і 12 квітня 2012 року, скасував свій вирок стосовно Валерія Іващенка із зняттям з нього судимості.

## Нагороди
Нагороджений орденом Богдана Хмельницького III ступеня (8 лютого 2010), орденом Данила Галицького (29 липня 2006), медаллю «За бойові заслуги» (22 лютого 1989).